# Cymaterus torridus
Cymaterus torridus is een keversoort uit de familie boktorren (Cerambycidae). De wetenschappelijke naam van de soort is voor het eerst geldig gepubliceerd in 1885 door Pascoe.